# Mitoplinthus
Epipolacus, Plinthus
Genre
Synonymes
- Epipolacus Van Dyke, 1927
- Plinthus Westwood, 1838

Mitoplinthus est un genre d'insectes coléoptères de la famille des Curculionidae.

## Classification
le genre Mitoplinthus est décrit par l'entomologiste autrichien Edmund Reitter (1845-1920) en 1897.

### Synonymes
Selon GBIF (24 avril 2021), les genres suivants sont synonymes de Mitoplinthus :
- Epipolacus Van Dyke, 1927
- Plinthus Westwood, 1838

## Liste des espèces
Selon GBIF (24 avril 2021) :
- Mitoplinthus caliginosus (J.C.Fabricius, 1775)
- Mitoplinthus kricheldorffi E.Reitter, 1916
- Mitoplinthus meridionalis Meregalli, 1986